# Sporichthya polymorpha
Sporichthya polymorpha es una bacteria grampositiva del género Sporichthya. Fue descrita en el año 1968, es la especie tipo. Su etimología hace referencia a múltiples formas. Es aerobia o anaerobia facultativa y esporulada. Forma hifas aéreas. Forma esporas móviles en medio líquido. Temperatura de crecimiento entre 10-42 °C. Tiene un contenido de G+C de 71%. Se ha aislado de suelos en Estados Unidos. 